# Île Aventure
L’île Aventure est un îlot de Nouvelle-Calédonie appartenant administrativement à Île des Pins.